# Boekenbon
Een boekenbon is een waardebon die bij boekhandels besteed kan worden aan boeken. Een boekenbon is voornamelijk bedoeld om als geschenk aan iemand te geven. In Nederland bestaat een dergelijke bon sinds 1934.

## Geschiedenis
Het idee van de boekenbon is afkomstig van Harold Raymond, een Engelsman die, begin jaren 1920, ontsteld was dat onder de meer dan honderd geschenken die hij en zijn gasten met Kerstmis hadden gekregen, slechts drie boeken waren. Hij concludeerde dat mensen blijkbaar terughoudend waren om boeken cadeau te geven uit angst dat het boek de verkeerde keuze zou zijn. In 1932 werden uiteindelijk in Groot-Brittannië de eerste book tokens geïntroduceerd.

### Nederland
De Nederlandse boekenbon is een directe afgeleide van deze book tokens: in 1931 maakte de secretaris van de Commissie Collectieve Reclame voor het Nederlandse Boek (nu de CPNB) kennis met het verschijnsel, en in de Boekenweek van 1934 werden de eerste 3000 boekenbonnen gedrukt bij Joh. Enschedé en uitgegeven. De bonnen waren na aanschaf drie maanden geldig, en konden worden ingewisseld bij de boekhandel van uitgifte (en buiten de plaats van uitgifte bij iedere erkende boekhandel). Pas in 1941 waren alle bonnen op, en de Commissie vond het initiatief niet voor herhaling vatbaar. Daarop besloot de Nederlandse Boekverkopersbond (NBb) de bon in eigen beheer te gaan uitgeven. Nu werden direct 12.000 bonnen besteld door de leden en een herdruk van 17.000 exemplaren volgde in 1944. Vanaf 1957 was de bon zonder beperkingen bij alle aangesloten boekhandels in te wisselen. In 1962 werd de verrekening, die de leden tot dan toe onderling regelden, gecentraliseerd door de NBb, en in 1991 werd de boekenbon ondergebracht in een aparte werkmaatschappij, de Nederlandse Boekenbon b.v. Vanaf 1996 tonen de boekenbonnen portretten van schrijvers: per coupure staat een bepaalde schrijver centraal. De beschikbare coupures zijn verschillende malen gewisseld, vanwege de invoering van de euro maar ook om beter in te spelen op de wensen van de klant. In 2004 kwam ook een speciale Kinderboekenbon beschikbaar ter waarde van 5 euro, met een ontwerp door de twaalfjarige Faye Linskey, dat werd gekozen uit meer dan 12.000 inzendingen van kinderen uit groep 5 tot en met 7 van de basisscholen.
De Nederlandse boekenbon was in 2010 beschikbaar in coupures van
- € 5 (met portret van Hugo Claus)
  - € 5 (Kinderboekenbon)
- € 7,50 (Jan Wolkers)
- € 10 (Nelleke Noordervliet)
  - € 10 (Nijntje-Boekenbon naar ontwerp van Dick Bruna)
- € 12,50 (Arthur Japin)
- € 15 (Connie Palmen)
- € 20 (Adriaan van Dis)
- € 25 (Cees Nooteboom)

Sinds 2012 wordt de Boekenbon verkocht in de vorm van een plastic cadeaukaart. De papieren Boekenbon is nog wel in te leveren. 
In 2009 werd voor bijna € 36 miljoen aan boekenbonnen ingewisseld.